# Alt tilladt
Alt tilladt (Originaltitel: Hall Pass) er en amerikansk komediefilm, skrevet og instrueret af Farrelly Brødrene. Den blev optaget i Atlanta, Georgia i USA og havde premiere den 25. februar 2011 i USA og den 12. maj 2011 i Danmark. Hovedrollerne spilles af Owen Wilson, Jason Sudeikis, Stephen Merchant, Jenna Fischer og Christina Applegate.

## Handling
De gifte mænd Rick og Fred er bedste venner og er begge utilfredse med deres sexliv og savner de gamle dage, hvor de var singler. De får derfor et "Hall Pass" af deres koner Maggie og Gracie, hvilket giver dem muligheden for en uge fri fra ægteskabet, hvor de kan have sex med andre kvinder. Tingene bliver lidt ude af kontrol, da begge hustruer ligeså begynder at indgå i udenoms-ægteskabelige aktiviteter.

## Medvirkende
- Owen Wilson som Rick
- Jason Sudeikis som Fred
- Jenna Fischer som Maggie
- Christina Applegate som Grace
- Joy Behar som Dr. Lucy
- Stephen Merchant som Gary
- J.B. Smoove som Flats
- Richard Jenkins som Coakley
- Alexandra Daddario som Paige, barnepigen
- Nicky Whelan som Leigh
- Vanessa Angel som Missy, den skilte ven
- Larry Joe Campbell som Hog Head
- Alyssa Milano som Mandy
- Megan Joy som Burger Girl
- Bo Burnham som Bartender
- Dwight Evans som Maggie's far